# Zweisimmen
Zweisimmen (in der regionalen alemannischen Varietät Zwüsimme [ˈt͡svʏsɪmːə]) ist eine politische Gemeinde im Verwaltungskreis Obersimmental-Saanen des Kantons Bern und liegt im Berner Oberland.

## Geographie

Historisches Luftbild von Werner Friedli von 1957

Zweisimmen, Ortsansicht. Im Vordergrund die Trasse der Montreux-Oberland-Bahn 1905

In der Gemeinde fliessen die Grosse Simme sowie die Kleine Simme zusammen, daher der Name. Die Region um Zweisimmen im Simmental ist von Bergen eingefasst: im Norden von den steil gezackten Kalkriffen der Stockhorn-Gantrisch-Gastlosen-Kette, im Süden vom vergletscherten Hauptkamm der Berner Alpen, aus dem als markanteste Gestalten Wildstrubel, Wildhorn und Diablerets-Massiv herausragen.
Die Gemeinde besteht aus den Ortsteilen Zweisimmen, Blankenburg, Mannried, Grubenwald und den Streusiedlungen Oeschseite und Reichenstein.
- Höchster Punkt: Hinderi Spillgerte, 2476 m
- Tiefster Punkt: Laubegg-Fall, 880 m

## Geschichte
Um 850 entstanden die Siedlungen Zweisimmen, Grubenwald und Betelried. Das Schloss Blankenburg wird 1325 erstmals urkundlich erwähnt.
Die erste Schule wurde 1608 eingerichtet. Zwischen 1816 und 1821 entstand die Simmentalstrasse, die bis 1828 nach Saanen weiter ausgebaut wurde. Am Niklaustag des Jahres 1862 verwüstete ein Dorfbrand Zweisimmen, die Hälfte der Häuser verbrannte. Nach dem Telegrafenbüro 1868 hält 1900 das elektrische Licht Einzug. Von 1902 bis 1905 erfolgte der Bau der Eisenbahnverbindungen nach Montreux. In den Jahren 1932–1936 wurde die Simmentalstrasse asphaltiert und ausgebaut. Mit dem Winter 1934 begann in Zweisimmen der Skitourismus und ab 1936 verfügten die Skisportler über ein spezielles Transportmittel für Wintersportler, die als Funi (Kurzform von Funiculaire) bezeichnete Schlittenseilbahn. Wie bei einer Standseilbahn fuhren zwei Schlitten gegenläufig hinauf und hinunter, allerdings nicht auf Gleisen, sondern auf dem Schnee. Nach dem Bau der Gondelbahn Zweisimmen-Rinderberg 1957 war diese, bis in die 1970er Jahre, die Längste ihrer Art in Europa. Sie wurde 1987 runderneuert.

## Wirtschaft
Dienstleistung, Gewerbe, Landwirtschaft und auch der Tourismus sind die wichtigsten Standbeine der Gemeinde:
- sechs Hotelbetriebe mit 197 Betten
- elf Gruppenhäuser mit 600 Betten
- zwei Campings mit 200 Plätzen
- 1700 Arbeitsplätze in Dienstleistung, Tourismus, Gewerbe und Landwirtschaft
- positive Pendlerbilanz
- schweizweit die kürzesten Arbeitswege

### Tourismus
Die Region eignet sich für Wanderungen, für alpinistische Unternehmungen sowie für Wintersport. Im Winter werden 200 km Pisten mit 57 Bergbahnen angeboten, im Sommer 300 km Wanderwege. Viele weitere Betätigungsmöglichkeiten bieten sich in unmittelbarer Umgebung an: Pumptrack, Hallen- und Freibäder, Eisbahnen, Museen (z. B. das Obersimmentaler Heimatmuseum), Golfplatz, Tennisplätze etc. Der Obersimmentaler Hausweg führt von Boltigen, Zweisimmen, St. Stephan nach Lenk.

### Gesundheitswesen
Am Ort befindet sich das Spital Zweisimmen, ein Spital mit 24-Stunden-Notfallversorgung. Es gehört zum Klinikverbund der Spitäler STS.
Für die Betreuung von Schwangeren bzw. Gebärenden besteht das Geburtshaus Maternité Alpine.

### Verkehr
Zweisimmen ist mit Strasse und Schiene sowie mit dem Flugplatz Zweisimmen und dem Flugplatz Saanen gut erschlossen.

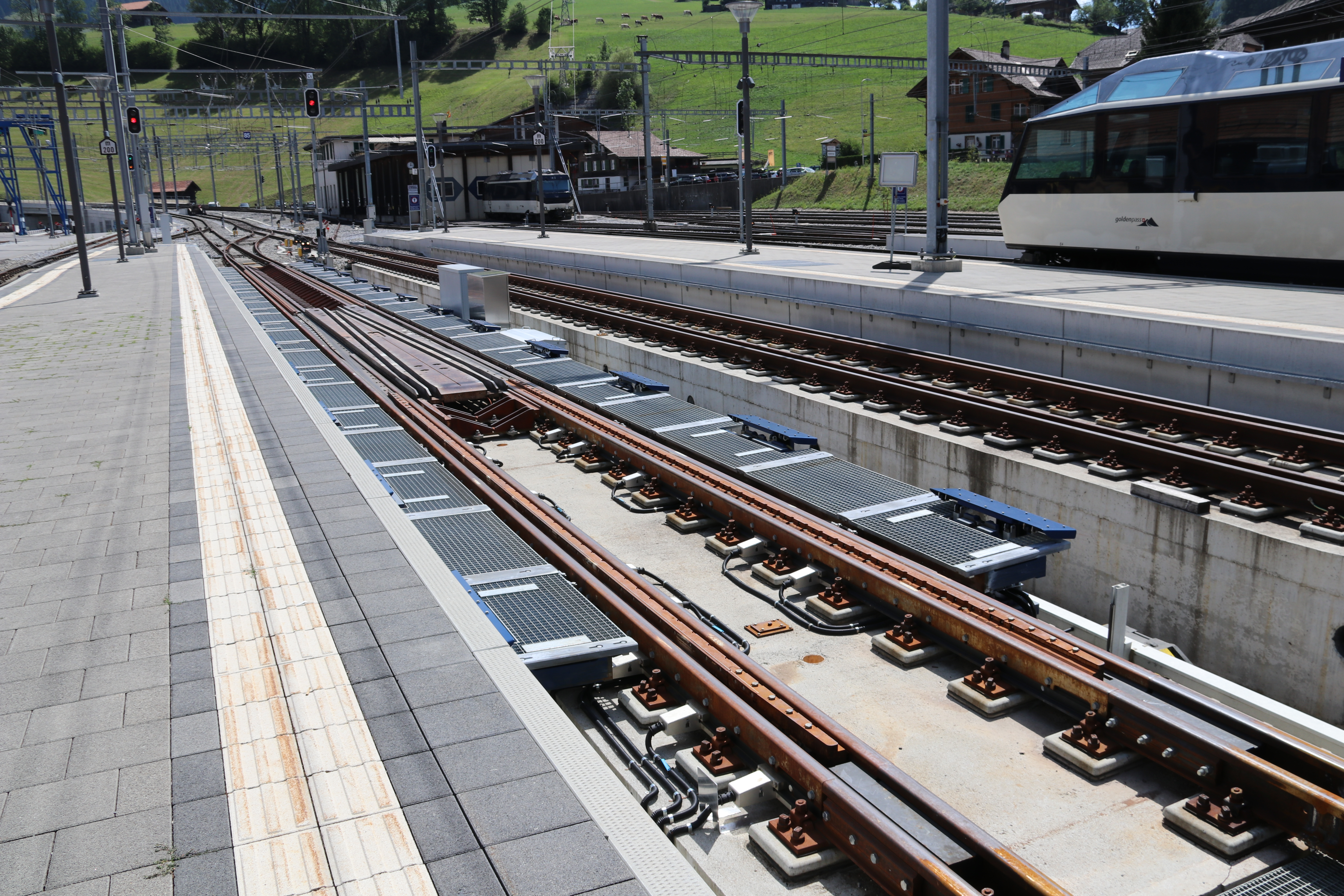
Umspurvorrichtung im Bahnhof Zweisimmen (2022)

Die Gemeinde ist Endpunkt der normalspurigen Eisenbahnlinie der BLS von Spiez. Beim Bahnhof Zweisimmen beginnen die meterspurigen Bahnlinien der Montreux-Berner Oberland-Bahn (MOB) nach Lenk sowie nach Montreux an den Genfersee. Insgesamt wurden rund 90 Millionen Franken investiert, um neue Züge zu erwerben und eine Umspurvorrichtung in Zweisimmen zu errichten. Damit können die Reisenden des Golden-Pass-Express seit dem Fahrplanwechsel am 11. Dezember 2022 von Montreux bis Interlaken direkt ohne Umsteigen verkehren.
Das Simmental ist für den Individualverkehr erschlossen. Strassenverbindungen über den Jaunpass nach dem Freiburgerland, den Col des Mosses und Col du Pillon in den Kanton Waadt galten schon seit Beginn der Besiedlung als wichtige Übergänge.

### Sehenswürdigkeiten
- Die reformierte Kirche St. Maria wurde Mitte des 15. Jahrhunderts erbaut. Der Bau ist aussen und innen mit spätgotischen Fresken bemalt, die Beziehungen zur schwäbischen Malerei (Strigel-Werkstatt) aufweisen und in den Jahren 1470 bis 1500 erstellt wurden. Die Westfassade ist mit Christophorus, mit der Verkündigung an Maria sowie mit Georg im Kampf mit dem Drachen geschmückt. Im Innern befinden sich an den Langhauswänden Szenen aus der Marienlegende und dem Leben Jesu. Der Chor ist bemalt mit einer Apostelreihe und einem Engel mit Weihrauchfass.[10]
- Das Schloss Blankenburg
- Der Burgenweg Zweisimmen mit den Ruinen Unterer und  Oberer Mannenberg

## Bilder

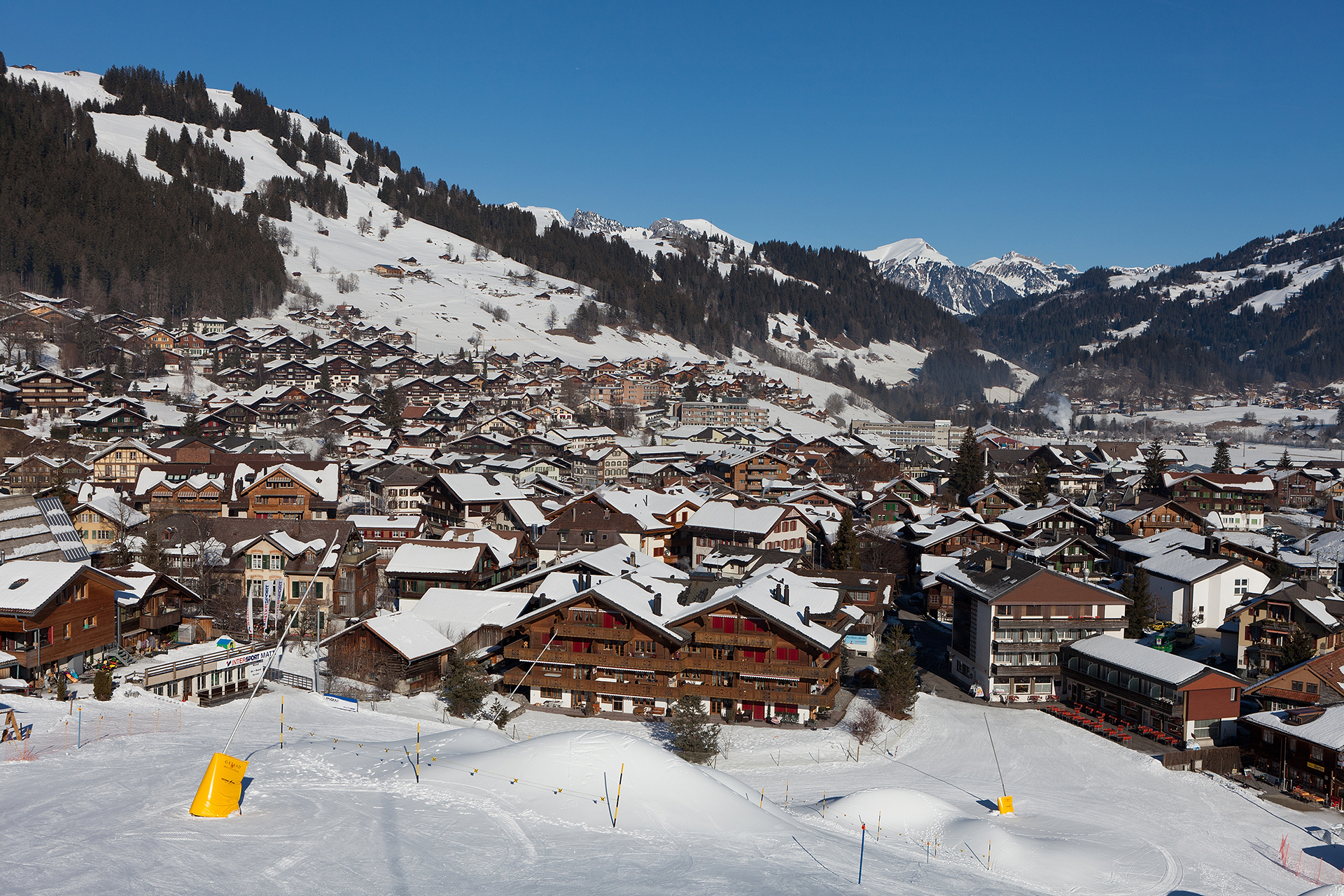
Zweisimmen (2012)
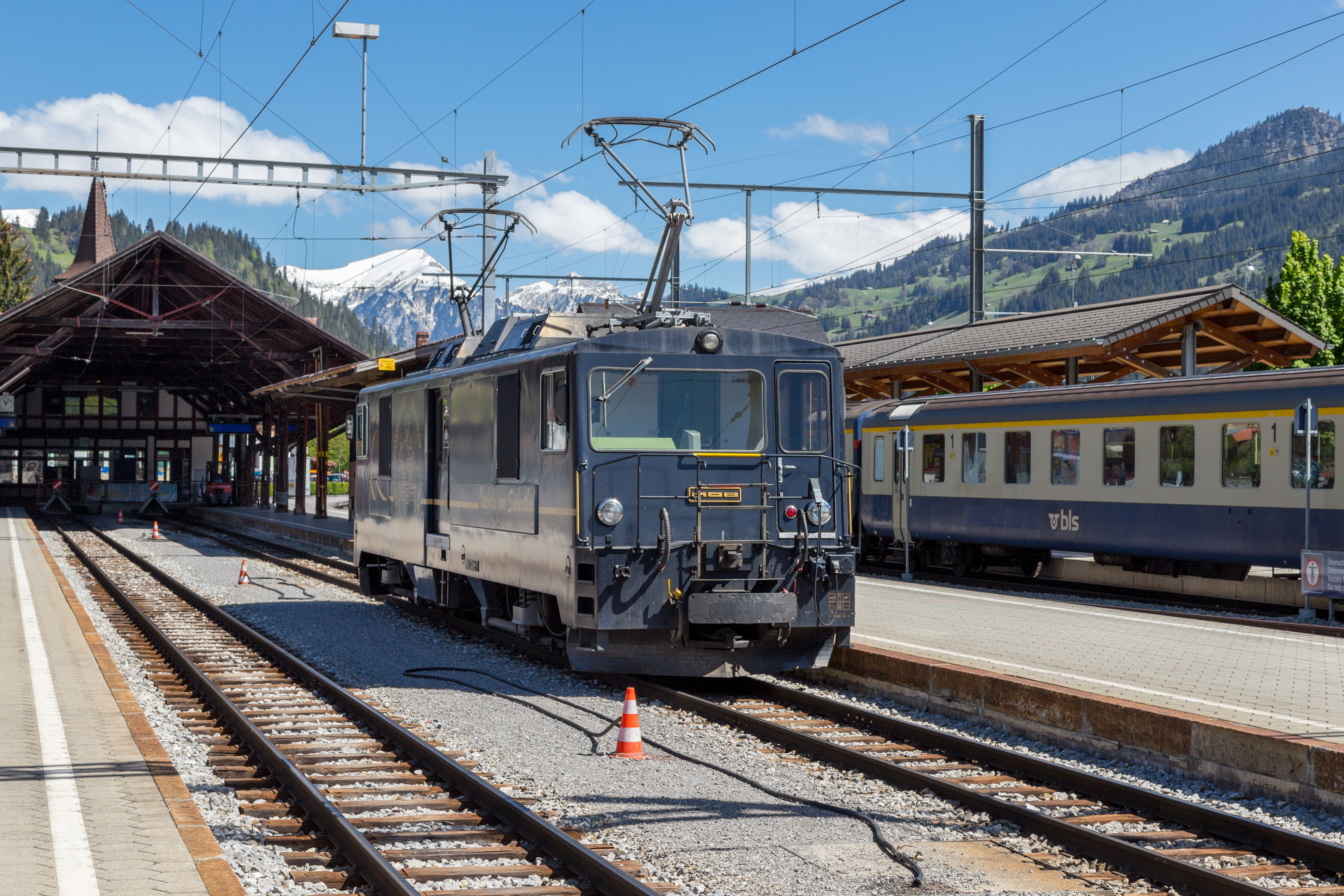
Bahnhof (2014)
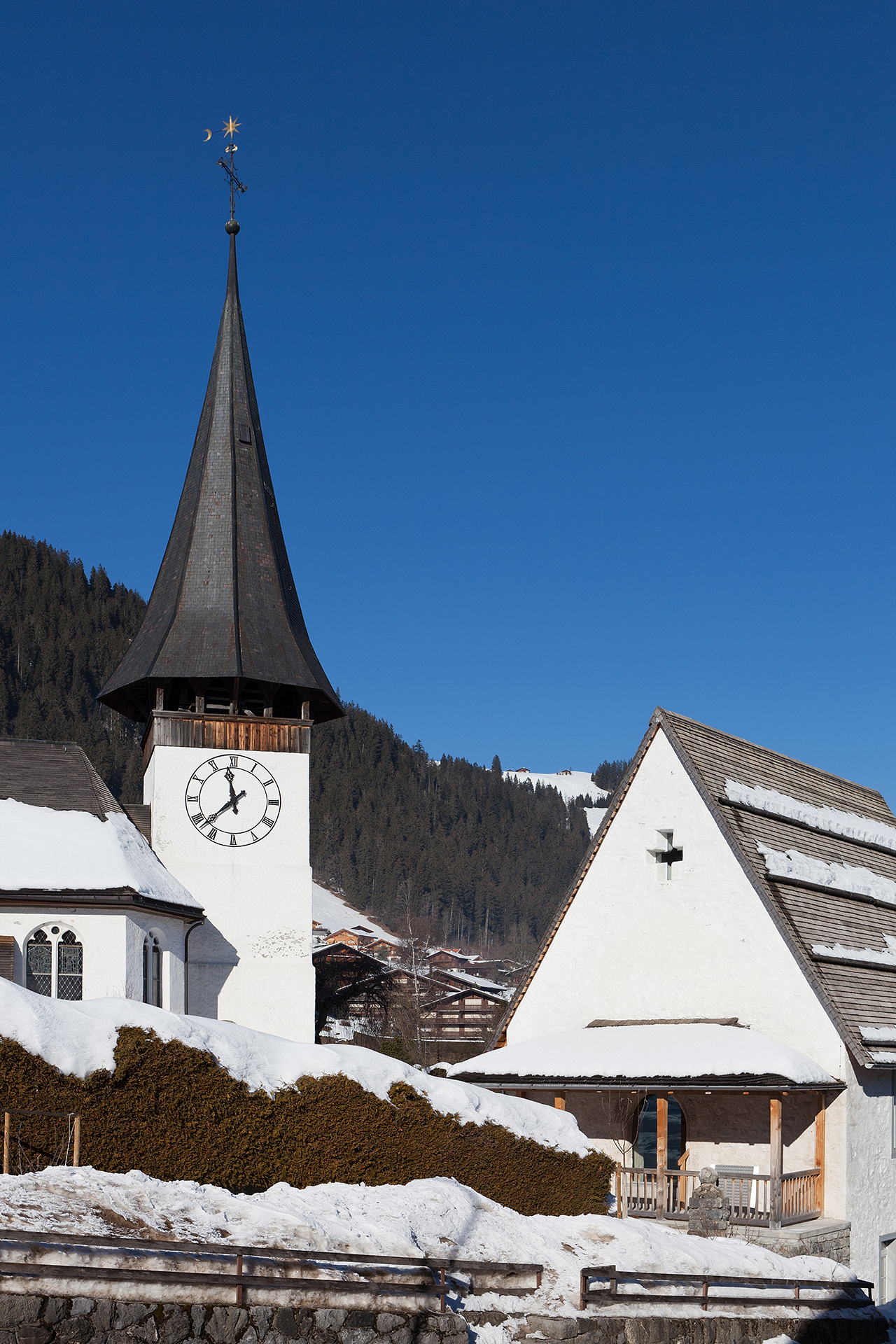
Kirche und Beinhaus (2012)
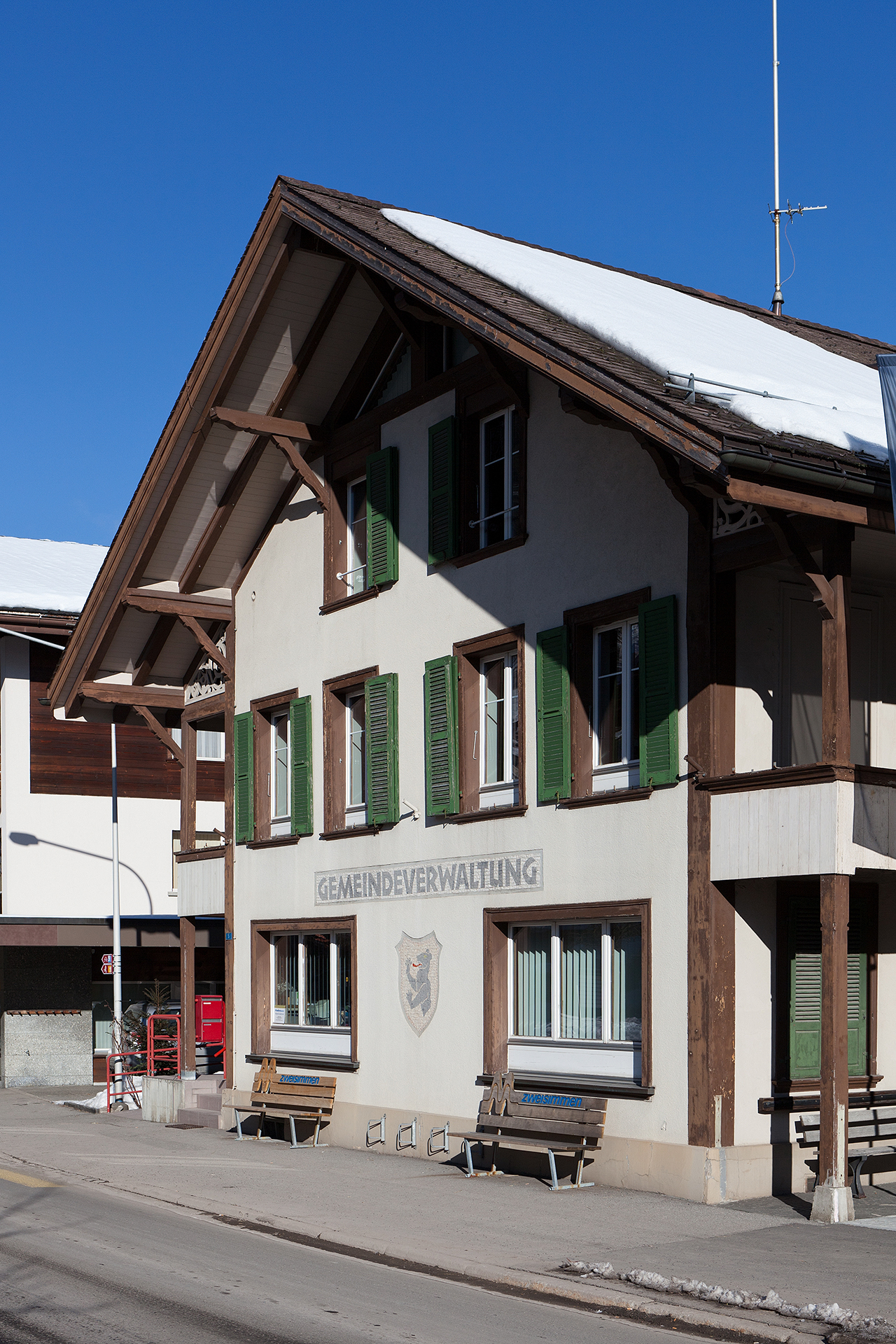
Gemeindeverwaltung (2012)
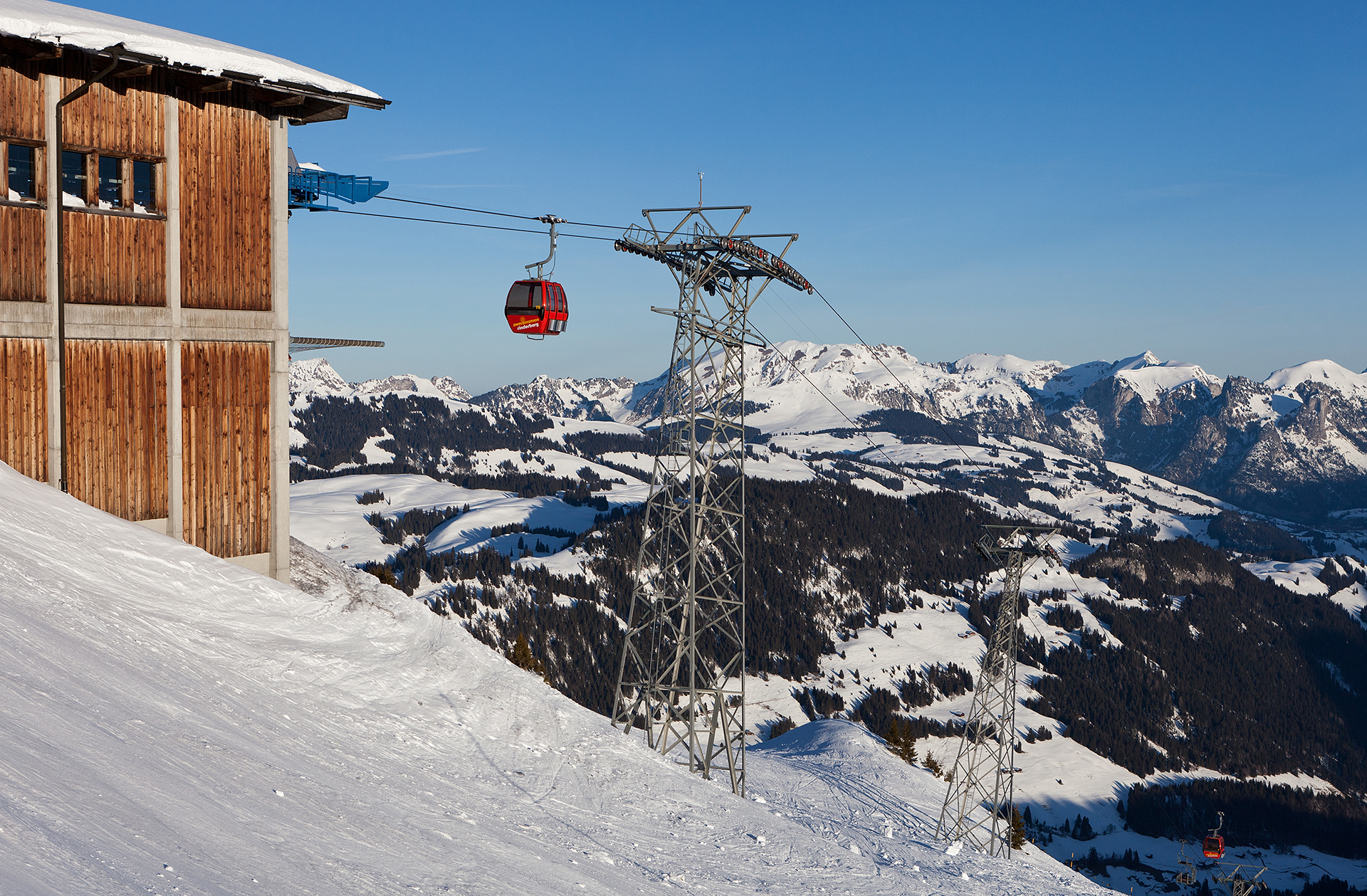
Bergstation Rinderberg (2012)
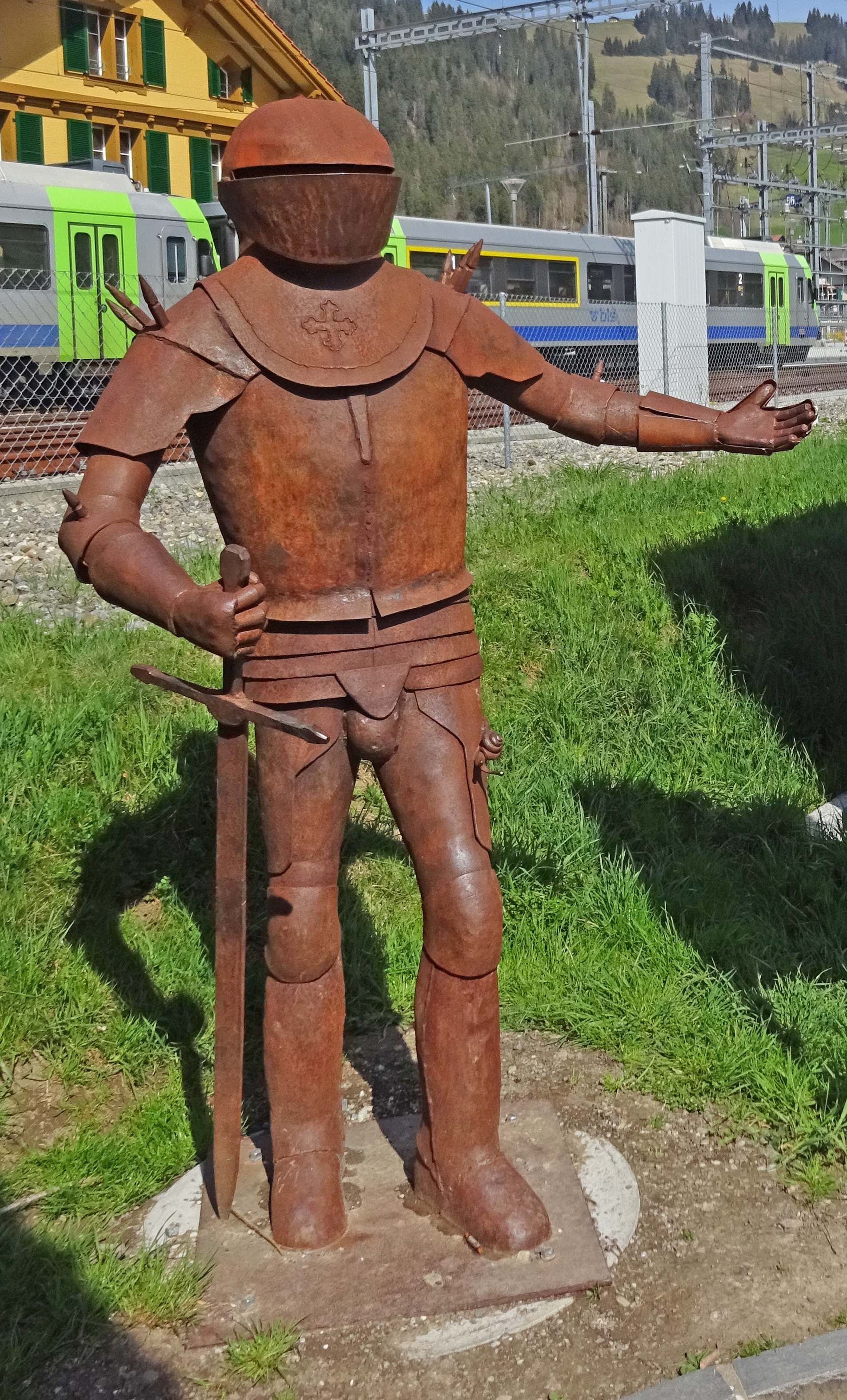
Burgenweg Zweisimmen

## Umwelt
Die Umwelt in Zweisimmen ist weitgehend intakt (sehr geringe Feinstaubbelastung und Ozonbelastung). Das Trinkwasser stammt mehrheitlich aus Quellen. Teile der Gemeinde Zweisimmen gehören dem Naturschutzgebiet Spillgerten an.

## Partnergemeinde
- Oberrot im Landkreis Schwäbisch Hall, Baden-Württemberg in Deutschland

## Persönlichkeiten
- David Gempeler (1828–1916), Lehrer, Schriftsteller und Heimatforscher
- Karl Haueter (1868–1935), Viehzüchter
- Robert Wampfler (1896–?), Skilangläufer
- Walter Eschler (1909–1997), Schriftsteller
- Karl Gerber (1912–1974), Kunstmaler
- Ruth Im Obersteg Geiser (1921–2014), Politikerin
- Ernst Hodel (* 1950), Gemeindepräsident und Buchautor
- Susanna Meinen (* 1992), Biathletin und Skilangläuferin

## Überregional beachtete Ereignisse
- 6. Dezember 1862: Dorfbrand mit Zerstörung des halben Ortes.
- 13. April 1885: Erdbeben der Stärke VII[11] bzw. 4,9.[12]
- 21. Mai 1981: Nach einer Kollision von zwei Kampfflugzeugen bei einer Übung der Schweizer Luftwaffe stürzte eine Mirage IIIs auf ein Wohnhaus mitten in Zweisimmen.[13][14]

Ein Erdbeben hat nach neueren Forschungen am 31. März 1498 in Zweisimmen nicht stattgefunden. Allerdings gab es Aufzeichnungen über ein Erdbeben wenig später in Saanen.